# Френкель, Сергей Яковлевич
Сергей Яковлевич Френкель (1923, Ленинград — 1998, Санкт-Петербург) — физик, доктор физико-математических наук (с 1963), профессор, заведующий лабораторией и заведующий отделом в Институте высокомолекулярных соединений АН СССР (Ленинград), автор более 700 научных статей, лауреат Государственной премии СССР (1985), главный научный сотрудник.
Окончил физико-механический факультет Ленинградского политехнического института.
Сын выдающегося физика-теоретика Я. И. Френкеля, брат физика-теоретика и видного историка науки В. Я. Френкеля.

## Избранные публикации
Автор около 700 статей, некоторые из них:
- Структура макромолекул в растворах. Л.-М., 1964 (в соавт. с В. Н. Цветковым и В. Е. Эскиным);
- Введение в статистическую теорию полимеризации. Л., 1965;
- Композиционная неоднородность сополимеров. Л., 1988 (в соавт. с В. А. Мягченковым);
- Физика полимеров. Л., 1990 (в соавт. с Г. М. Бартеневым).
- Г.А Петропавловский, Сергей Яковлевич Френкель Гидрофильные частично замещенные эфиры целлюлозы и их модификация путём химического сшивания
- Введение в статистическую теорию полимеризации
- Надмолекулярная структура полимеров
- Физика полимеров
- Высокомолекулярные соединения
- Волокнообразующие полимеры. Библиографический Указатель отечественных и зарубежных книг и статей по физико-химическим проблемам болокнообразования, 1962—1966